# وحدة العمل
وحدة العمل أو دانوي (بالصينية: 單位)(بالبينيين: dān wèi) هو الاسم الذي يطلق على مكان العمل في جمهورية الصين الشعبية. لا يزال مصطلح دانوي مستخدمًا حتى اليوم، حيث لا يزال الناس يستخدمونه للإشارة إلى مكان عملهم. ومع ذلك، فمن الأنسب والأكثر دقة تاريخيًّا استخدام مصطلح دانوي للإشارة إلى مكان العمل خلال الفترة التي لم يكن فيها الاقتصاد الصيني متطورًا بعد، ويعتمد اعتمادًا أكبر على الرعاية الاجتماعية التي كانت تمنح للعمال في المناطق الحضرية، أو عند استخدامه في سياق المؤسسات المملوكة للدولة.
قبل الإصلاحات الاقتصادية لدنغ شياو بينغ، عملت وحدة العمل كخطوة أولى في التسلسل الهرمي متعدد المستويات الذي يربط كل فرد بالبنية التحتية المركزية للحزب الشيوعي الصيني. كانت وحدات العمل هي الوسيلة الرئيسية لتطبيق سياسة الحزب. كان العمال ملتزمين بوحدات عملهم مدى الحياة. تعد المؤسسات مثل المصانع والمدارس والمستشفيات والدوائر الحكومية جزءًا من نظام دانوي. من بينها، وحدات العمل الصناعية الثقيلة، التي يُنظر إليها عمومًا على أنها النموذج الأولي لمكان العمل الاشتراكي، حيث مُنحت الأولوية في استعمال الموارد. خلال حقبة حكم ماو تسي تونغ، عملت وحدة العمل كمؤسسات حضرية متعددة الوظائف تشمل جوانب مختلفة من سبل العيش الحضرية. أنشأ كل دانوي أو وحدة العمل مساكنه الخاصة، ورعاية الأطفال، والمدارس، والعيادات، والمتاجر، والخدمات، ومكاتب البريد، وغيرها من المرافق الاساسية. لذلك، قدمت وحدات العمل الموارد الاجتماعية الأساسية لأعضائها عندما لم يكن اقتصاد السوق قد تطور بشكل كامل.
كان تأثير وحدة العمل على حياة الفرد كبيرًا وكان لا بد من الحصول على إذن من وحدات العمل قبل القيام بأحداث يومية مثل السفر أو الزواج أو الولادة.[بحاجة لمصدر] بين أمور أخرى، خصصت وحدة العمل أماكن إقامة للأفراد وزودتهم بالطعام الذي يؤكل في مقاصف مركزية. كان نظام دانوي حاسمًا لتنفيذ سياسة الطفل الواحد حيث يمكن مراقبة السلوك الإنجابي للعمال من خلال نظام دانوي. في بعض الاحيان قد يتم تخفيض رواتب العمال الذين لا يمتثلون للسياسة، أو حجب الحوافز أو خفض ظروف المعيشة.
أدى التحرير المتزايد للاقتصاد الصيني إلى وضع الشركات المملوكة للدولة في منافسة مع الشركات الخاصة، وبشكل متزايد مع الشركات الأجنبية متعددة الجنسيات. استمرت سياسة «وعاء الأرز الحديدي»، وهي سياسة الأمن الوظيفي لأجزاء كبيرة من القوى العاملة الصناعية، في منع وحدات العمل من تسريح العمال، بينما تمكنت الشركات الخاصة من تعيين العمال وفصلهم على النحو الذي يرونه مناسباً. أدى قرار الحكومة المركزية وحكومات المقاطعات بتقديم حوافز ضريبية ومالية للمستثمرين الأجانب من أجل تشجيعهم على الاستثمار في الصين إلى مزيد من الصعوبات لنظام دانوي حيث أصبحت الشركات التي تديرها الدولة غير قادرة على المنافسة بشكل متزايد.
في الوقت نفسه، تغير دور وحدة العمل (دانوي) حيث انتقلت الصين من الأيديولوجية الاشتراكية إلى الاشتراكية ذات الخصائص الصينية. بحلول عام 2000، قُلصت الكثير من صلاحيات وتأثير وحدات العمل. في عام 2003، على سبيل المثال، أصبح من الممكن الزواج أو الطلاق من شخص ما دون الحاجة إلى إذن من وحدة العمل الخاصة به.

## خلفية
في أواخر الخمسينيات من القرن الماضي، طورت دولة الحزب تدريجياً نظام دانوي كوسيلة لتنظيم المناطق الحضرية والسيطرة عليها. يعتقد بعض العلماء أن الوظائف الاجتماعية والاقتصادية والسياسية لدانوي يمكن إرجاعها إلى المؤسسات المالية ما قبل الشيوعية في الثلاثينيات، والحركة العمالية بين عشرينيات وأربعينيات القرن الماضي، والنماذج الثورية الريفية للتنظيم في فترة يانان. بالإضافة إلى ذلك، يقترح بعض العلماء أن مخططي الدولة الصينيين تأثروا بشكل كبير في نموذج التنمية السوفيتي، أو اشتراكية الدولة، في تصميم أجهزة الحزب والدولة وكذلك إدارة مؤسسات الدولة. لتسريع وتيرة التصنيع وإنشاء طبقة عاملة حضرية جديدة، نظر الحزب الشيوعي الصيني إلى التجربة السوفيتية وترجم الآلاف من أدبيات إدارة الشركات السوفيتية. استخدم الحزب الشيوعي الصيني المبادئ الأساسية للتنظيم والإدارة الصناعيين من الأدبيات السوفيتية لصياغة نظام الإدارة الصناعية الخاص به وإنشاء تسلسل هرمي جديد للسلطة والإدارة. لاتباع النموذج الاقتصادي الاشتراكي السوفياتي، الذي يهدف إلى تحقيق العمالة الكاملة، يضمن نظام وحدة العمل الصينية العمالة الدائمة. وهذا يعني أنه لا يمكن للمصنع طرد عماله بسهولة ولا يمكن للعمال الانتقال إلى وحدة عمل أخرى إلا إذا حصلوا على أذونات خاصة.